# Amnestie Miloše Zemana

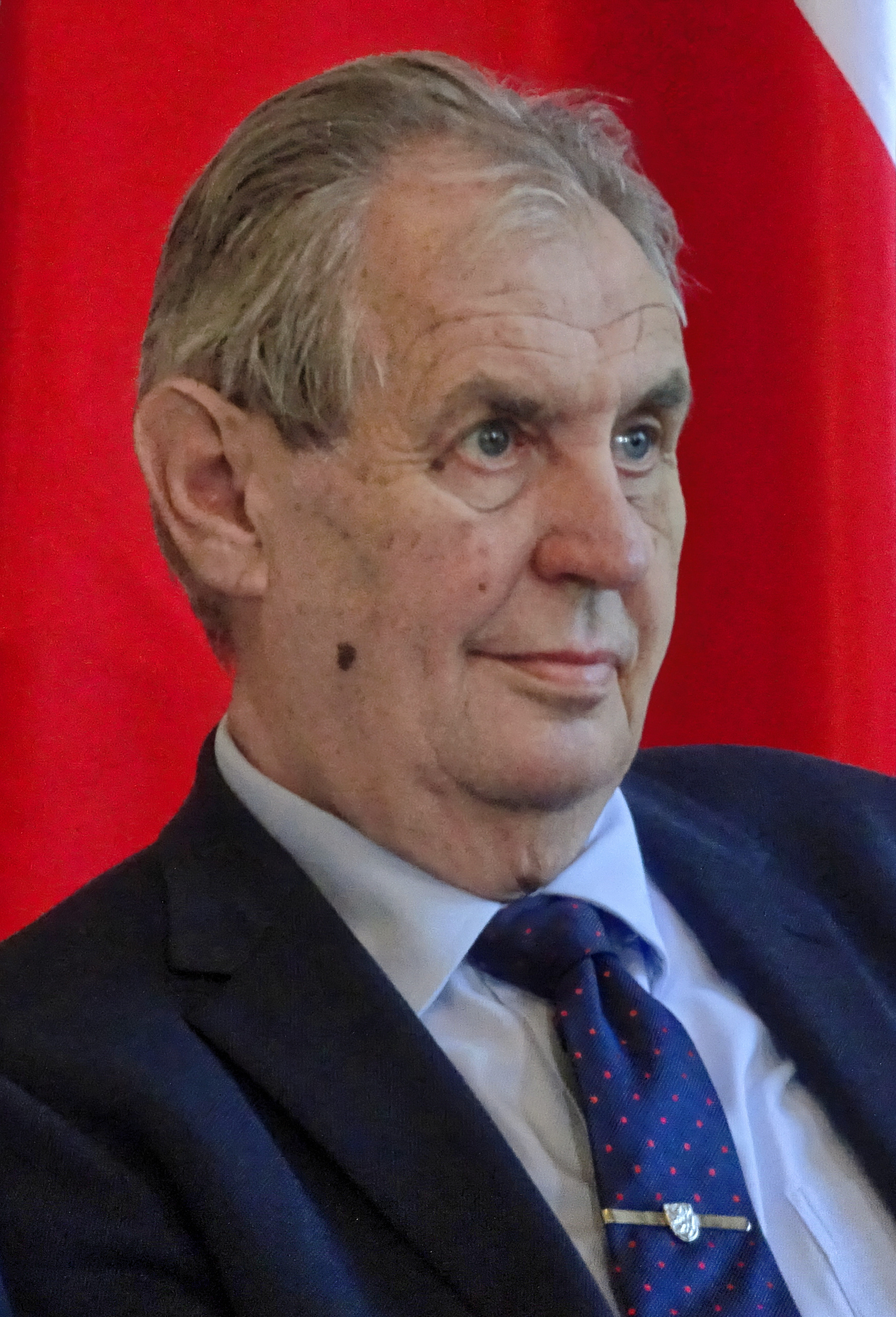
Prezident Miloš Zeman

Prezident České republiky má dle Ústavy právo udělovat amnestii. Prezident Miloš Zeman se tohoto práva po své inauguraci dobrovolně symbolicky vzdal a v průběhu výkonu svého prvního ani druhého mandátu toto právo nevyužil.

## Legislativa a praxe
Ústava České republiky v článku 63 odstavci 1 písmenu k) přiznává prezidentu republiky právo udělovat amnestii. Rozhodnutí prezidenta o amnestii vyžaduje ke své platnosti kontrasignaci ze strany předsedy vlády nebo jím pověřeného člena vlády. Ústavně odpovědná vláda spolupodpisem přebírá odpovědnost za rozhodnutí o amnestii ústavně neodpovědného prezidenta.

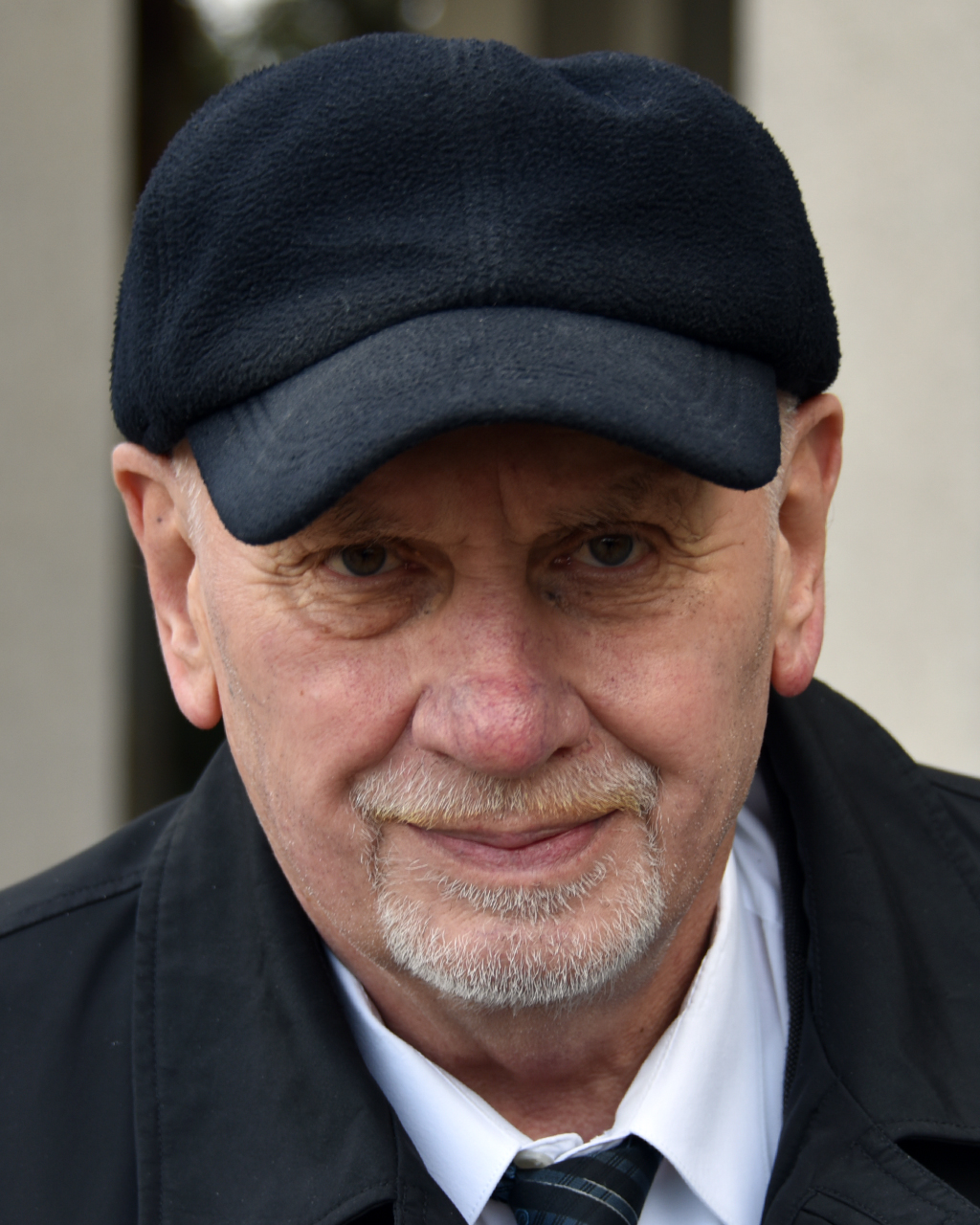
Pavel Rychetský

Při kritice amnestie vyhlášené prezidentem Václavem Klausem v roce 2013 uvedl předseda Ústavního soudu Pavel Rychetský, že veškeré amnestie od roku 1920 připravovala vždy vláda v čele s ministrem spravedlnosti. Kontrasignace amnestie představitelem vlády není formální akt, v ústavě zajišťuje, aby vláda měla čas pro posouzení účinků amnestie a na její řádnou přípravu. Posouzení dopadů a příprava není v kompetenci prezidenta a ani premiéra, tyto činnosti musí provést úředníci ministerstva spravedlnosti.
Když v polovině října 2019 nastoupil prezident Zeman na rekondiční pobyt v nemocnici, připomněla některá média výkon pravomocí prezidenta v případě, kdy prezident svůj úřad nevykonává nebo kdy se úřad předčasně uvolnil (abdikace, úmrtí). Pravomoc vyhlášení amnestie by přešla na premiéra (v prvním případě po usnesení Poslanecké sněmovny a Senátu), kterým v roce 2019 byl Andrej Babiš.
Po hospitalizaci prezidenta 10. října 2021 v Ústřední vojenské nemocnice a jejím vyjádření, že Miloš Zeman v době hospitalizace není schopen vykonávat žádné pracovní povinnosti, se diskutovala otázka aktivace článku 66 ústavy o přenesení pravomocí prezidenta na ostatní ústavní činitele. Pravomoc vyhlášení amnestie by přešla na předsedu vlády, tj. Andreje Babiše jako dosluhujícího premiéra.

## Postoj k amnestii
Již před svým prvním zvolením prezidentem Miloš Zeman prohlašoval, že milosti a amnestie považuje za feudální přežitek, a proto by žádnou amnestii neuděloval. V září 2012 na otázku, zda by vyhlásil amnestii po svém nástupu do prezidentské funkce, odpověděl jednoznačně záporně. Dva dny po kontroverzní amnestii vyhlášené Václavem Klausem prohlásil, že „prezident má právo těchto kompetencí nevyužívat a já bych neuděloval ani milosti, ani amnestie.“ V rozhovoru pro Hospodářské noviny v týdnu před 2. kolem prezidentské volby vysvětloval, že Kanceláři prezidenta republiky ubude po jeho zvolení práce s vyřizováním milostí, které nebude udělovat, stejně jako amnestii či abolici. Podle komentátora Thomase Kulidakise byla důvodem pro tato tvrzení nutnost naklonit si v prezidentské volbě více než polovinu voličů a uklidnit je po rozsáhlých amnestiích vyhlášených předchozími prezidenty.
Po svém prvním zvolení na konci ledna 2013 Zeman zopakoval, že amnestie udělovat nehodlá. Zároveň prohlásil, že bude chtít zjistit spoluautory kontroverzní amnestie vyhlášené Václavem Klausem a bude zvažovat propuštění odpovědné osoby z Pražského hradu (myšlena byla Kancelář prezidenta republiky).

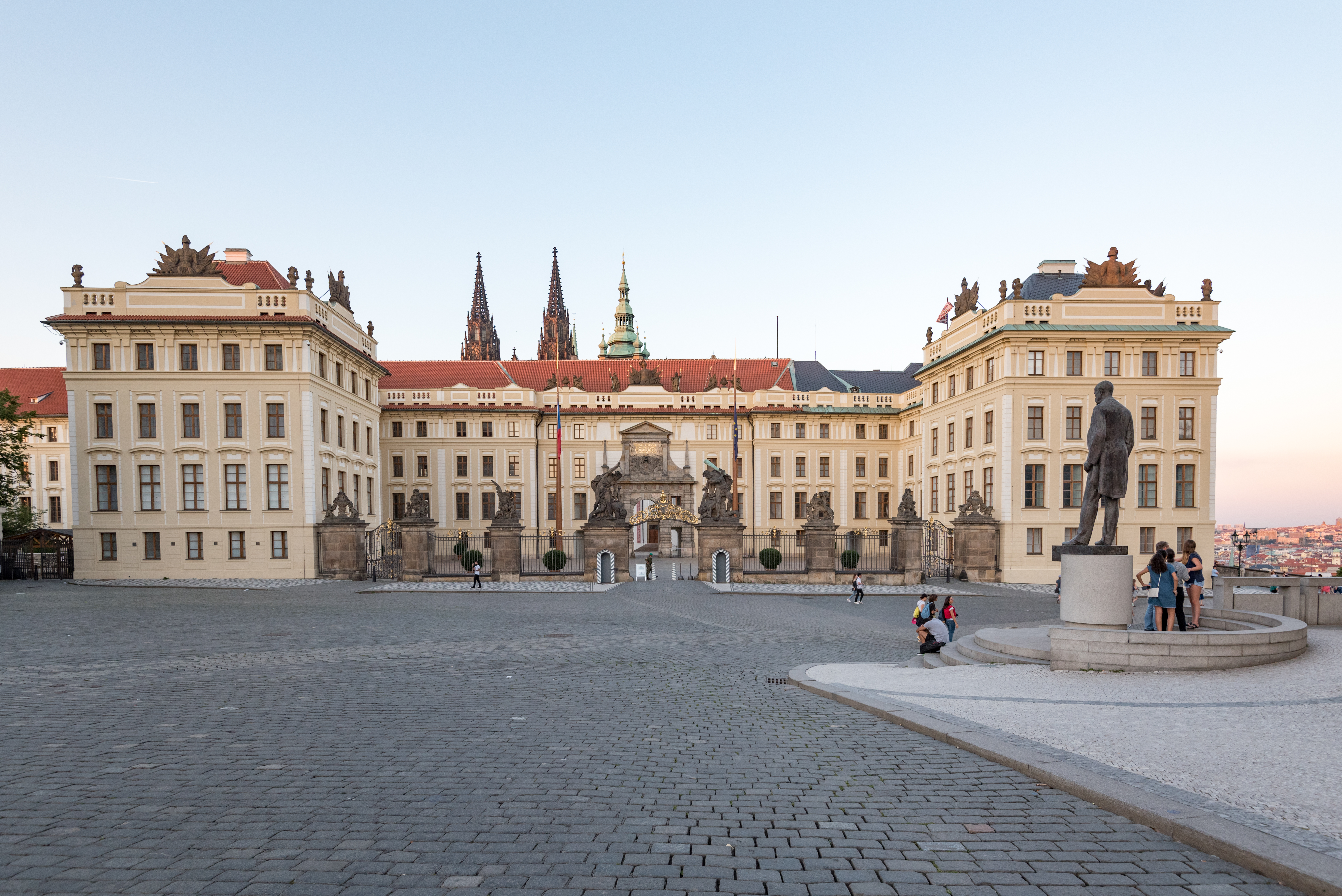
Hradčanské náměstí se sochou TGM

Ve svém prohlášení, předneseném 8. března 2013 po inauguraci na Hradčanském náměstí vedle sochy T. G. Masaryka, stran amnestie Miloš Zeman prohlásil: „(…) i v Ústavě ČR existují zbytečné monarchistické prvky, jako je například právo prezidenta ČR udělovat amnestii nebo milosti. Sám za sebe se těchto práv dobrovolně vzdávám a přál bych si, aby byla změněna Ústava takovým způsobem, aby jakýkoli můj nástupce nemohl institut amnestie nebo milosti jakýmkoli způsobem zneužít. A to je jeden z mých závazků mé prezidentské funkce.“
Ve svém vánočním poselství, které přednesl v televizi 26. prosince 2013, svůj slib nevyhlašovat amnestii připomněl. V březnu 2020 prezident Zeman odmítl návrh advokáta Petra Tomana udělit hromadnou amnestii alespoň mírným případům kvůli pandemii covid. Prezidentův mluvčí k odmítnutí uvedl, že „Zeman je zásadním odpůrcem plošné amnestie.“
Ve velkém rozhovoru pro iDNES.cz na počátku dubna 2022 Zeman ujistil, že neuvažuje o amnestii na konci svého prezidentského mandátu a žádnou amnestii nepřipravuje. Vysvětlil, že amnestii považuje za plošnou milost, ale podle jeho přesvědčení má být milost selektivní. V projevu předneseném při jmenování předsedkyně krajského soudu JUDr. Věry Oravcové, Ph.D. na Pražském hradě se prezident 15. června 2022 znovu zavázal, že na konci svého funkčního období nevyhlásí žádnou amnestii. V pořadu Partie Terezie Tománkové na konci září 2022 prohlásil, že amnestii nevyhlásí, zároveň žertoval, že pro jeho odmítavý postoj k amnestii volili téměř všichni vězni Jiřího Drahoše. V rozhovoru pro Dvacet minut Radiožurnálu Českého rozhlasu své odmítavé stanovisko k amnestii znovu zopakoval 11. prosince 2022. Slova prezidenta potvrdil 15. ledna 2023 ministr spravedlnosti Pavel Blažek, podle kterého se amnestie v té době nepřipravovala, přičemž amnestii už vylučoval v zářijovém rozhovoru pro Respekt.

## Podněty veřejnosti

### Žádost Pavla Kroneisla

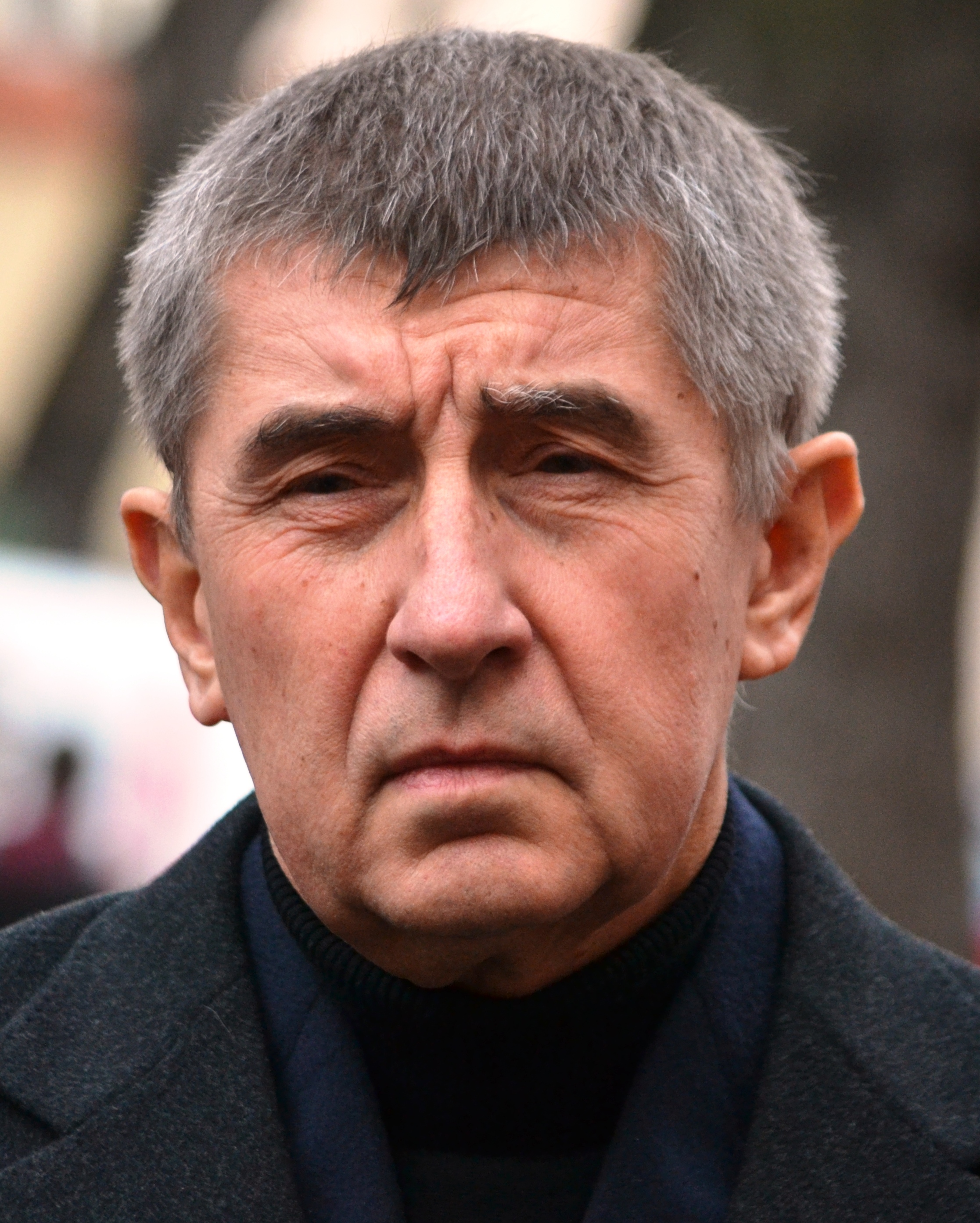
Andrej Babiš

Pavel Kroneisl požádal v roce 2018 prezidenta o amnestii pro premiéra Andreje Babiše. Premiér čelil podezření z ovládání médií spadajících pod holding Agrofert, který vložil v roce 2017 do svěřenských fondů kvůli zákonu o střetu zájmů. Možný přestupek premiéra proti zmíněnému zákonu posuzoval Městský úřad v Černošicích. Podle tiskového mluvčího prezident žádosti nevyhověl. Odmítnutí žádosti komentovali právníci s rozdílnými právními pohledy: např. dle advokáta Jana Lipavského prezident nemůže amnestovat individuální přestupek, podle Petra Kučery udělení amnestie určité osobě umožňuje prezidentovi zákon o odpovědnosti za přestupky a řízení o nich.

### Návrh amnestie Petra Tomana
V reakci na celosvětovou pandemii nemoci covid-19 na jaře 2020 navrhl advokát Petr Toman prezidentovi republiky vyhlášení amnestie. V dopisu odeslaném ve čtvrtek 26. března 2020 navrhl prezidentovi zvážení zmírnění problémů rodin s členy vykonávající nejmírnější tresty odnětí svobody za méně závažná provinění, aby se mohli postarat o rodiny za složité situace. Navrhl též abolici části trestních stíhání. Návrh Petr Toman odůvodnil i objektivními skutečnostmi jako jsou přeplněnost českých věznic, značné náklady na věznění a průměrná doba výkonu trestu vězňů, která se řadí mezi nejdelší v Evropě.
O podporu požádal předsedu vlády Andreje Babiše a ministryni spravedlnosti Marii Benešovou. Ministryně potvrdila, že se tématem zabývá, zvláště s ohledem na doporučení Světové zdravotnické organizace a dění v některých evropských státech, diskutuje jej s kolegy a Vězeňskou službou. Uvedla též, že podnětů s tématem amnestie již bylo více. Ministerstvo spravedlnosti však uvedlo, že v současnosti amnestii nepřipravuje, už jen pro nevhodnost takových kroků v době nouzového stavu. Premiér Babiš se k možnosti amnestie stavěl odmítavě.
Prezident Zeman 28. března téhož roku prostřednictvím tiskového mluvčího vzkázal, že podnět odmítl. Svůj postoj odůvodnil zásadním odporem k amnestii i škodlivostí amnestie vzhledem k současné epidemiologické a ekonomické situaci. V pořadu „S prezidentem v Lánech“ webu Blesk.cz označil návrh za „šílený nápad dvou advokátů“ a také upřesnil důvody pro odmítnutí: lepší ochranu vězňů před epidemií ve věznicích, obava z narušení sociální stability, když by řada vězňů po propuštění skončila jako bezdomovci, a prací vězňů ve věznicích.

### Výzva Jana Januše
Na podzim 2020 k udělení amnestie prezidenta vyzval Jan Januš, právník a novinář. Ve svém komentáři z 21. října na serveru INFO.CZ se odkázal na dřívější návrh Petra Tomana a argumentoval úsporami na propuštěných vězních, snížením množství lidí vystavených šíření nákazy covid-19 v uzavřených prostorách, zmenšením zátěže soudům, problémy lidí odsouzených k peněžitým trestům, kteří se v důsledku pandemie dostali do nepříznivé finanční situace, možnou péčí propuštěných o své blízké a nedostatkem práce pro vězně.